# Program Sojuz
Program Sojuz (rus. союз, zveza) je sovjetski (ruski) vesoljski program, ki se je začel okoli leta 1960 in je bil namenjen lunarnim odpravam. Bil je tretji sovjetski vesoljski program, ki je nasledil programa Vostok (1961–63) in Voshod (1964–65).
Za razliko od enosednega vozila Vostok je bila v programu Sojuz zahtevana tudi sposobnost manevriranja v orbiti in sposobnost spajanja z drugimi vesoljskimi vozili, kar je bilo potrebno za izvedbo raziskovanja Lune. V ta namen sta bili zasnovani vozili Sojuz 7K-OK za polete in eksperimente v zemeljski orbiti in Sojuz-7K za lunarne odprave.
Prva odprava je načrtovala polet dveh Sojuzov v zemeljsko orbito v razmaku 24 ur, kjer bi se s pomočjo avtomatskega vodenja približala in spojila. Prva odprava Kozmos 133 se je zgodila 28. novembra 1966, vendar let Sojuza ni bil stabiliziran, zato je bil polet drugega Sojuza odpovedan. Pristajalni modul Kozmosa 133 je bil uničen ob vstopu v atmosfero. Polet drugega Sojuza brez uradne oznake odprave naj bi odpravil težave z odpravo Kozmos 133, vendar je prišlo do požara in eksplozije na vzletni ploščadi. Šele tretja odprava, imenovana Kozmos 140, je bila uspešna, zato je bil pod pritiskom vesoljske tekme načrtovan let s posadko.
Prva odprava s človeško posadko se je zgodila 23. aprila 1967 in je imela oznako Sojuz 1. Pri tem poletu je pilot Vladimir Komarov izgubil življenje, ker se padalo pristajalnega modula ni odprlo. Ta nesreča je za leto in pol ustavila polete s človeško posadko, s tem pa je bil izgubljen tudi čas za uspešno lunarno odpravo s človeško posadko pred ZDA.
Po letu 1971 je bil Sojuz predelan za polete tričlanske posadke na vesoljsko postajo Saljut, kasneje pa je služil tudi kot transportno sredstvo na vesoljsko postajo Mir in na Mednarodno vesoljsko postajo. Med letoma 2011, ko je bil upokojen ameriški raketoplan Space Shuttle in 2020, ko je SpaceX uspešno izstrelil vozilo Crew Dragon, je bil Sojuz edina možnost za pot do mednarodne vesoljske postaje. 
Iz vozila Sojuz sta izpeljano tudi vozilo za prevoz tovora Progress in pa kitajsko vesoljsko vozilo Šendžou. 
Sojuz je v času svojega obstoja doživel več posodobitev sistemov, zato je najdlje časa uporabljeno vesoljsko vozilo.

## Galerija
- Vesoljska ladja Sojuz TMA 6
- Vesoljska ladja Sojuz TMA 20M
- Vesoljska ladja Sojuz TMA-15M